# Anomalon teresscutella
Anomalon teresscutella là một loài tò vò trong họ Ichneumonidae.